# 翟文選
翟文选（1878年—1950年4月23日） 字熙人，吉林将軍管轄区阿勒楚喀副都統管轄区双城堡人，清朝及中华民国政治人物。

## 生平
翟文选是清朝1901年、1902年（光緒27年、28年）辛丑、壬寅併科举人。清朝末年，曾任黑龙江将军府全省文案处提调官、安达厅抚民通判、呼伦厅抚民同知等职务。
中華民国成立後的1913年，翟文选任黑龙江省会警察厅长。此后，成为张作霖领导的奉系成员。1917年，当选为第二次中华民国临时参议院议员。1918年，当选为安福国会参议院议员。1920年9月，翟文选被北京政府任命为东三省盐运使，任内解决了东三省盐政混乱、吃盐困难问题。1928年（民国17年），任東三省保安会委員。
1928年7月，张学良继承其亡父张作霖的职位后，任命翟文选为奉天省省长，同时兼任东三省交通委员会副委员长。1928年12月31日，东北易帜后，翟文选被南京国民政府任命为奉天省政府委员兼主席。1929年1月29日，奉天省改为辽宁省。1929年（民国18年）1月，翟文选兼任東北政務委員会委員、国民政府首都建設委員会委員。1930年1月，翟文选托病辞去辽宁省主席一职，由臧式毅继任辽宁省主席。後来，曾任万国道德总会理事。
1931年九一八事变后，翟文选拒绝了关东军提出的请其参加满洲国的邀请，举家迁往天津，从此远离政坛。後来，迁居北平。晚年，翟文选笃信佛教，在家中修行。
1950年4月23日，翟文选病逝，享年73岁。1950年8月安葬在北京东北义园。